# Spoorlijn Elsdorf Ost - Zieverich
De spoorlijn Elsdorf Ost - Zieverich was een Duitse spoorlijn en was als spoorlijn 2603 onder beheer van DB Netze.

## Geschiedenis
Het traject werd door de Bergheimer Kreisbahn geopend op 5 november 1896. In 1967 is de lijn gesloten en opgebroken.

## Aansluitingen
In de volgende plaatsen is of was er een aansluiting op de volgende spoorlijnen:
Elsdorf
DB 2580, spoorlijn tussen Düren en Neuss
Zieverich
DB 2581, spoorlijn tussen Bedburg en de aansluiting Martinswerk